# Temple d'Aksha
Pour les articles homonymes, voir Aksha.
Le temple d'Aksha est un temple de l'Égypte antique, partiellement reconstruit au Musée national du Soudan à Khartoum dans le cadre de la Campagne internationale pour la sauvegarde des monuments de Nubie (en). 

## Construction et redécouverte
Le temple a été construit vers 1250 av. J.-C. par Ramsès II. Il est situé dans le nord de l'actuel Soudan, à quelques kilomètres au sud de Faras, du côté ouest du Nil[réf. souhaitée].
Oublié au fur et à mesure des siècles, le site est redécouvert grâce aux fouilles de 1963 à Aksha lors de la construction du Haut barrage d'Assouan. L'une des découvertes comprenait un mur de temple relativement bien préservé, le mur occidental de la cour. Sur toute sa longueur, il contient une liste gravée des nations étrangères que Ramsès II a conquises. Après que le temple a été jugé digne de préservation, des archéologues de l'Université du Ghana ont découpé le mur en blocs individuels. Il a été reconstruit dans le jardin du Musée national, protégé par un pavillon.

## Description
Sur les murs du temple, plusieurs sacrifices sont représentés. L'emplacement du temple n'a pas été bien choisi, car il se trouve à seulement quelques centimètres au-dessus de la marée haute du Nil. Cela a entraîné une pénétration des couches inférieures des murs, une cristallisation du sel à la surface des murs et l'usure des pierres au fil des siècles. De plus, le temple est au fur et à mesure dégradé par la population locale. D'autres découvertes sur le site comprennent des cimetières, des parties de stèles de Quban et la stèle avec les « bénédictions de Ptah »[réf. souhaitée].